# PET-CT
PET-CT（Positron emission tomography–computed tomography；PET-CT；PET/CT）全称“正电子发射断层扫描/X射线计算机断层成像 ”，是筛查全身早期肿瘤的方法。它将PET和CT两个设备有机结合起来，同时具有两者的功能。

## 优势
将PET图像与CT图像融合，可以明显提高诊断的准确性、灵敏度及特异性。

## 不足
- 价格偏高。
- 有一定量的电离辐射（主要是CT的X线照射）。